# José María Sánchez Carrión
José María Sánchez Carrión, né le 1er août 1952 à Carthagène, est un linguiste, spécialiste de la langue basque, de la sociolinguistique et de la linguistique historique et un académicien espagnol. 

## Biographie
Surnommé Txepetx (nom basque de l'oiseau Troglodyte mignon), ce linguiste est originaire du Levant espagnol, mais basque d'adoption. Diplômé en philologie anglo-germanique de l'Université de Salamanque et docteur en philologie basque de l'Université du Pays basque, il enseigna l'espagnol en Écosse avant de devenir professeur d'anglais scientifique à l'Université de Grenade, puis professeur de basque dans une école rurale de la Communauté forale de Navarre et enfin professeur de langues et littératures modernes dans l'enseignement secondaire de la Communauté autonome basque en Espagne. Il est membre correspondant de l'Académie de la langue basque depuis 1983. 
Ses recherches sur la sociolinguistique, la théorie du bilinguisme et de la linguistique existentielle comprennent les ouvrages suivants : El estado actual del vascuence en la provincia de Navarra (1970) [La situation actuelle de la langue basque en Navarre (1970)] (1972), "Bilingüismo, diglosia y contacto de lenguas" [Bilinguisme, diglossie et contact des langues] (ASJU, 1974), Lengua y pueblo [Langue et peuple] (Elkar, 1980), "El marco sociológico y espacial en una situación bilingüe" [Le cadre sociologique et spatial dans un contexte bilingue] (UPV/EHU, 1980), et El espacio bilingüe [L'espace bilingue] (Eusko Ikaskuntza, 1981).
Ce dernier ouvrage présente la synthèse de ses longues années d'études sur le bilinguisme. Prenant ses distances avec la sociolinguistique variationnelle et les interprétations idéologiques, il présente une nouvelle approche pour tenter de comprendre pourquoi et comment les langues naissent, vivent et meurent. Il a été un promoteur de l'écolinguistique depuis 1985. Cependant, son œuvre la plus notoire demeure sa thèse de doctorat, Un futuro para nuestro pasado [Un avenir pour notre passé] (1987), qui a offert un cadre théorique à de nombreux défenseurs de la langue basque,. En vue de approfondir l'approche socio-historique de sa thèse de doctorat, il a écrit "Las lenguas vistas desde la historia versus la historia vista desde las lenguas" [Des langues comme on les voit de l'histoire par rapport à l'histoire comme on le voit à partir des langues] (EI-SEV, 1992). En 1999, la Mairie de Bilbao a publié son livre Aplicación sociolingüística de la territorialidad [Application sociolinguistique de la territorialité]. 
La sociolinguistique de Sánchez Carrión a été étudiée dans des thèses de doctorat à l'Université Paris Sorbonne-Paris IV et à l'Université de Bordeaux. L'association basque Garabide Elkartea, qui a participé au Instance permanente des Nations unies sur les questions autochtones en avril 2010, a également présenté le livre L'expérience basque, faisant un usage intensif de la sociolinguistique de Sánchez Carrión. En outre, au cours des sessions de l'Instance y a eu un incident entre la militante nationaliste basque Audrey Hoc et le professeur d'histoire du droit à l'Université de Séville Bartolomé Clavero.
En 2013, il a publié à Beaumont-Pied-de-Bœuf Le code Jean le Baptiste sur la religion et la théologie, traduit en français par Alain Masson, et dix ans plus tard Le code Jésus le Christ, traduit par Nicolas de Vitry.